# تيم جوردن (سائق سيارة سباق)
تيم جوردن (بالإنجليزية: Tim Jordan)‏ هو مصمم جرافيك أمريكي، ولد في 15 يونيو 1984.